# Hrabstwo Storey

Piramida wieku hrabstwa

Hrabstwo Storey znajduje się na środkowym zachodzie stanu. Stolicą jest Virginia City. Najmniejsze hrabstwo w Nevadzie (sąsiednie Carson City wolnym miastem – analogicznie do polskiego miasta o prawach powiatu).

## Historia
Jest jednym z dziewięciu pierwszych hrabstw Terytorium Nevady, powstałych w 1861 roku. Nazwane na cześć kapitana Edwarda Storeya, który zginął rok wcześniej w konflikcie Pyramid Lake Indian War. Pierwotnie, hrabstwo miało nazywać się McClellan, na cześć generała George'a McClellana – kontrkandydata Abrahama Lincolna w wyborach prezydenckich.

## Geografia
Całkowita powierzchnia wynosi 683 km² (264 mil²), z czego 1 km² (0,13%) stanowi woda.

### CDP
- Virginia City

### Sąsiednie hrabstwa
- Hrabstwo Washoe – północ, północny zachód
- Hrabstwo Lyon – południe, południowy wschód
- Carson City (miasto o prawach hrabstwa) – południe